# Behemoth
Behemoth (podle biblické obludy Behemota, který bývá někdy chápán jako symbolické vyjádření Ďábla) je polská black metalová kapela založená v roce 1991. Někdy se říká, že tato kapela hraje tzv. blackened death metal kvůli jejím black metalovým počátkům.
Má se za to, že sehráli důležitou roli při vzniku podzemí polského extrémního metalu. Kapela dříve hrála spíše klasický black metal a to až do odchodu bubeníka narozeného v Praze Adama Muraszkova v roce 1997. V roce 2004, když vyšlo album Demigod, začala kapela hrát velmi tvrdý a technický death metal.

## Členové

### Současní
- Adam "Nergal" Darski - zpěv, kytara
- Tomasz "Orion" Wróblewski - baskytara
- Zbigniew Robert "Inferno" Promiński - bicí
- Patryk Dominik "Seth" Sztyber - kytara

### Bývalí
- Leszek "Les L.Kaos" Dziegielwski - kytara, baskytara
- Adam "Desecrator" Malinowski - kytara, baskytara
- Rafał "Frost / Browar" Brauer - baskytara
- „Mafisto“ - bicí
- „Orcus“ - bicí
- Marcin "Novy" Nowak - baskytara
- Mateusz Maurycy "Havok" Śmierzchalski - kytara
- Adam "Baal Ravenlock" Muraszko - bicí

## Diskografie

### Alba
- Sventevith (Storming Near the Baltic) (1995)
- Grom (1996)
- Pandemonic Incantations (1998)
- Satanica (1999)
- Thelema.6 (2000)
- Zos Kia Cultus (Here and Beyond) (2002)
- Demigod (2004)
- Demonica (2006)
- The Apostasy (2007)
- Evangelion (2009)
- Evangelion - Heretica (2009)
- The Satanist (2014)
- I Loved You at Your Darkest (2018)
- Opvs Contra Natvram (2022)[3]
- The Shit ov God (2025)

### EP
- And the Forests Dream Eternally (1993)
- Bewitching the Pomerania (1997)
- Antichristian Phenomenon (2001)
- Conjuration (2003)
- Slaves Shall Serve (2005)
- Ezkaton (2008)
- A Forest (2020)

### Dema
- Endless Damnation (1992)
- The Return of the Northern Moon (1992)
- ...From the Pagan Vastlands (1993)

### Videa
- As Above So Below
- Live Eschaton
- Crush.Fukk.Create: Requiem for Generation Armageddon
- Conquer All
- Decade of Therion
- Slaves Shall Serve
- Antichristian Phenomenon
- At the Left Hand ov God
- Inner Sanctum
- Ov Fire And The Void
- Alas, Lord Is Upon Me
- Lucifer
- Blow Your Trumpets Gabriel
- Ora Pro Nobis Lucifer
- Messe Noire
- O Father O Satan O Sun
- The Satanist
- Ben Sahar
- God=Dog
- Bartzabel
- Ecclesia Diabolica Catholica
- Ov My Herculean Exile